# Qt Creator
Qt Creator 是一款跨平台的集成開發環境，特别针对Qt开发者，是Qt SDK組成的一部分，可运行于Windows、Linux及Mac OS X等操作系统，允许开发者为多桌面环境及移动设备平台创建应用程序。它包括一個視覺化偵錯工具和整合的 GUI 版面和外形設計師。這個編輯器的功能包括語法高亮度顯示和自動完成。 Qt Creator 在 Linux 上，使用 GCC 的 C++ 編譯器。在 Windows，預設安裝它可以使用 MinGW 或 MSVC。從原始碼編譯時，也可以使用 cdb。
於2008年10月的Qt Developer Days宣布這項計畫(代號為 Greenhouse)。 該項目的技術預覽版在2008年10月30日公佈。 最後在2009年3月3日正式發布（連同Qt 4.5），並提供LGPL許可的源代碼。

## 專案
Qt Creator 整合了跨平台自動化建構系統：qmake 與 CMake。此外，您可以匯入不使用 qmake 或 CMake 的專案，並指定 Qt Creator 忽略你的建構系統。

## 編輯
Qt Creator 帶有一個程式碼編輯器，並整合 Qt Designer ，使用 Qt widgets 設計和建構製圖形使用者界面（GUI）。

### 程式碼編輯器
Qt Creator的代码编辑器用于辅助创建，编辑，浏览代码，具有对C++及QML语言完整的表达式检查，代码补全，上下文关联，键入代码时的行间错误即时指示等功能：
- 整排出规范代码
- 代码自动补全
- 指示行间错误及警告
- 从语义上对类，函数及变量作分析，方便的跳转浏览
- 对类，函数及变量做上下文分析，提供编码辅助
- 可以对变量智能化重命名，例如改变分属不同域中两个相同的变量名之一，不会影响到另一个变量。
- 告知函数声明和调用的位置

### UI 設計師
Qt Creator 提供兩個整合的可視化編輯器，Qt Designer 與 Qt Quick Designer。

## 程式語言
您可以使用程式碼編輯器編寫 Qt C++ 的程式碼或 QML(JavaScript) 描述性程式語言。

## 目標
Qt Creator 支援建構和運行 Qt 應用程式在桌面環境（Windows、Linux 和 Mac OS）與移動設備（Symbian、Maemo 和 MeeGo ）。

## 工具
Qt Creator 整合了一些有用的工具，如版本控制系統和 Qt Simulator。

### 版本控制系統
推薦使用使用版本控制系統來建構專案。Qt Creator 使用版本控制系統的命令列客戶端來訪問您的倉庫。Qt Creator集成了多数流行的版本控制系统：
- Git
- Subversion
- Perforce
- CVS
- Mercurial
- Bazaar

### Qt Simulator
作为Qt SDK的一部分, Qt模拟器可以虚拟移动设备，得以在本地便可测试Qt应用程序在目标设备环境下的的运行。设计上，Qt模拟器不提供依赖于特定设备的API，因此，一方面，能够在模拟器上运行良好的应用程序，同样可以在目标设备上正常工作；另一方面，Qt模拟器无法用于测试依赖于特定设备APIs库的Qt应用，例如Symbian C++ APIs。

## 偵錯工具
Qt Creator 不包括偵錯工具。它提供了一個偵錯工具外掛，作為 Qt Creator 核心和外部原生偵錯工具之間的介面：
- GNU Symbolic Debugger (gdb)
- Microsoft Console Debugger (CDB)
- internal Java Script debugger

## 外部連結
- Qt Creator官方網站（页面存档备份，存于）
- Qt Creator教學手冊（页面存档备份，存于）